# 1443
سنة 1443 كانت سنة بسيطة تبدأ يوم الثلاثاء (الرابط يظهر نموذج التقويم الكامل للسنة) من التقويم اليولياني.

## مواليد
- ألبرشت، دوق ساكسونيا
- جوفاني الثاني بنتيفوليو
- مارغريت بوفورت (كونتيسة ريتشموند وديربي)
- ماغدالينا من فالوا

## وفيات
- فرناندو الأمير القديس
- لوكاس موسر رسام ألماني